# Eilean nan Gobhar
Eilean nan Gobhar är en obebodd ö i Highland, Skottland. Ön är belägen 6,5 km från Arisaig.